# Плазмоцид

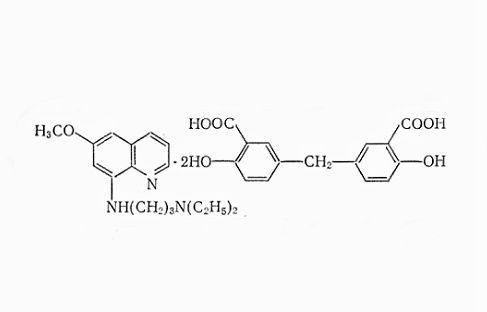
Схематичне зображення плазмоциду (синтетичний лікарський протималярійний засіб)

Плазмоцид (Plasmocidum) - синтетичний протималярійний засіб, що діє на гаметоцити всіх видів збудників малярії. Похідне хіноліна. У чистому вигляді не використовується, так як не має достатньої терапевтичної дії. Застосовується тільки у поєднанні з акрихіном, хініном, бігумалем.

## Фізичні властивості
Порошок жовтого кольору, слабо гіркого смаку, нерозчинний у воді; мало розчинний у спирті, нерозчинний в інших органічних розчинниках. Зберігають у темному місці.

## Номенклатура
Плазмоцид також має назву: метилен-бісаліцилат 6-метокси-8-(3-діетиламінопропіл)-амінохінолін.

## Поширення у природі
У вільній формі плазмоцид не зустрічається. Його створюю синтетично з хіноліна.

## Застосування та дозування
Плазмоцид застосовують як лікарский засіб при лікуванні малярії. Застосовується тільки у поєднанні з акрихіном, хініном, бігумалем. 
Його середня терапевтична доза для дорослих має перевищувати 0,02 г. Максимальні дози: разова 0,04 г, добова 0,06 г. 
Дозування дітям:
- Вищі дози для дітей віком 2 років: разова – 0,005 г, добова – 0,01 г;
- 3-4 років: разова - 0,0075 г, добова - 0,015 г;
- 5-6 років: разова - 0,01 г, добова - 0,02 г;
- 7-9 років: разова - 0,015 г, добова - 0,03 г;
- 10-14 років: разова - 0,02-0,025 г, добова - 0,04-0,05 г;
- дітям до 1 року плазмоцид не призначають.

Завдяки застосуванню комбінації протималярийних засобів з плазмоцидом, через 1-2 доби після прийому гаметоцити втрачають здатність заражати комара, а через 4-5 діб повністю зникають із крові.
Для профілактики плазмоцид застосовують 1 раз на 5-7 днів протягом епідемічного сезону по 0,04 г в 1-2 прийоми після їжі.

## Побічні ефекти[1]
При передозуванні спостерігаються: 
- головний біль
- біль у верхній частині живота
- парестезії
- невралгія трійчастого нерва
- мозочкова атаксія
- поліневрит
- атрофія зорового нерва

У цих випадках препарат негайно скасовують, роблять промивання шлунка, внутрішньовенно та підшкірно вливають розчин глюкози, а також фізіологічний розчин, застосовують серцево-судинні засоби.
Внаслідок передозування та тяжкого отруєння плазмоцидом можлива атрофія зорового нерва та повна сліпота.

## Протипаказання
Призначення плазмоциду (і аналогічних зарубіжних препаратів — плазмохіна, памахіпа) протипоказане дітям до 1 року, при органічних захворюваннях центральної нервової системи, особливо при ураженнях очного нерва, а також особам, які раніше виявляли непереносимість цього препарату.